# Accademia del Frignano "Lo Scoltenna"
L'Accademia del Frignano "Lo Scoltenna" promuove la letteratura, la scienza e l'arte, con particolare riguardo al Frignano, e le diffonde mediante eventi e pubblicazioni. Ha sede a Pievepelago, nell'Appennino modenese, dove è stata fondata nel 1902. Ha personalità giuridica, riconosciuta con il Decreto del Presidente della Repubblica n° 1139, del 26-11-1969 - G.U. n° 39 del 13-02-1970. Lo statuto ha ottenuto l'approvazione dal Ministero della Pubblica Istruzione e la società è regolarmente iscritta al n. 22 P.G. del Tribunale di Modena. 
Prende la sua denominazione dal torrente Scoltenna, che nasce nell'alto Appennino modenese e, attraversata Pievepelago, confluisce nel Panaro.
L'attività principale è la promozione di studi territoriali relativi al Frignano, di cui vengono organizzate presentazioni pubbliche a cadenza periodica.
Dal 1958, inizialmente su iniziativa di Carlo Bo, l'accademia organizza, insieme ad altri enti, il Premio Frignano, che offre un riconoscimento ai migliori autori di narrativa per adulti e ragazzi a livello nazionale. Dal 2002 consegna annualmente il premio "Accademia 'Lo Scoltenna'" ad un frignanese che si sia distinto, a livello nazionale o internazionale, nel proprio ambito di competenza.
A cadenza biennale, insieme ai Comuni di Fiumalbo e Pievepelago assegna i premi "Voltina d'oro" e Fontana d'la piazza" per componimenti di poesia dialettale provenienti da tutta l'Italia.
L'attività di pubblicazione degli studi è iniziata nel 1902 con gli "Atti e memorie", seguita dal 1956 da "Rassegna Frignanese". Dal 2009 è iniziata la pubblicazione in rete degli studi stessi e di una sezione particolarmente ricca di documentazione per il periodo seicentesco e del secolo successivo. Di quest'ultima, il filone più importante sono gli scritti relativi ad un friganese illustre a livello internazionale: Raimondo Montecuccoli, comandante delle armate imperiali alla battaglia della Raab. In particolare, sono presenti gli scritti di Galeazzo Gualdo Priorato sulla vita del grande generale.
Altro autore seguito dall'Accademia è Girolamo Tiraboschi.
Oltre agli studi storici, di fatto prevalenti, altra sezione di rilievo è quella degli studi naturalistici riguardanti l'Appennino modenese. Insieme al Lions Club di Pavullo e del Frignano, l'accademia ha in proprietà il Museo naturalistico del Frignano, allestito presso il Castello di Montecuccolo.
Ridotta, ma in fase di espansione, è la raccolta di studi su altri aspetti attuali del territorio.

## Opere in linea
- Galeazzo Gualdo Priorato Historia delle guerre di Ferdinando II e Ferdinando III Imperatori e del Re Filippo IV di Spagna contro Gustavo Adolfo Re di Svetia e Luigi XIII Re di Francia  edizione di Bologna, 1641
- Galeazzo Gualdo Priorato Historia della Sacra Real Maestà di Christina Alessandra regina di Svetia 1656
- Avviso mandato a S. Maestà Cesarea dal Sig. Conte Montecuccoli dopo la battaglia di San Gottardo. Vienna e Roma, 1664